# Taj Ťin

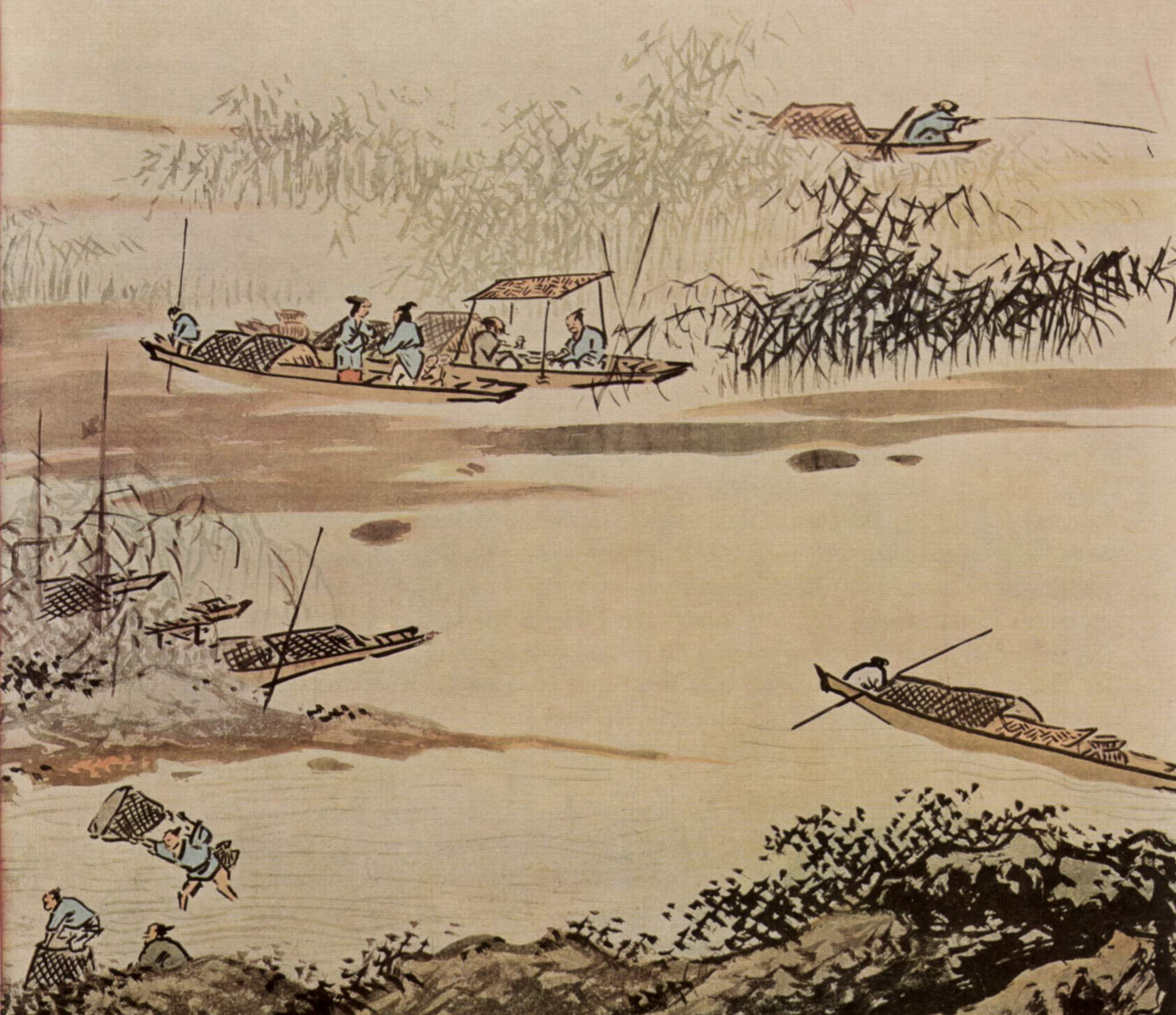
Taj Ťin, Rybáři na řece, kolem roku 1400

Taj Ťin (čínsky pchin-jinem Dài Jìn, znaky zjednodušené 戴进, tradiční 戴進; 1388–1462) byl čínský malíř raného mingského období. Stal se známým malováním především krajin, ale i květin a ptáků; jeho malířský styl byl konzervativní a vycházel ze studia děl mistrů dynastie Jüan. Nějakou dobu sloužil v císařské malířské akademii v Pekingu, později se vrátil do rodného Chang-čou, zde se svými žáky založil školu Če.

## Jména
Taj Ťin používal zdvořilostní jméno Wen-ťin (čínsky pchin-jinem Wénjìn, znaky zjednodušené 文进, tradiční 文進) a pseudonymy Ťing-an (čínsky pchin-jinem Jìngān, znaky zjednodušené 静庵, tradiční 靜庵) a Jü-čchüan šan-žen (čínsky pchin-jinem Yùquán shānrén, znaky 玉泉山人).

## Život a dílo
Taj Ťin pocházel z Chang-čou v provincii Če-ťiang. Ačkoli studoval malířství už od mládí, původním povoláním byl tesař. Přestěhoval se do Nankingu a získal proslulost svou malířskou dovedností. Za vlády císaře Süan-te (1425–1435) byl na nějakou dobu povolán do císařské malířské akademie, po odvolání z úřadu zůstal, obdovován současníky, v Pekingu, později se vrátil do rodného kraje.
Byl jednou z vůdčích postav raně mingského obrození malířského krajinářského stylu jihosungských mistrů Ma Jüana a Sia Kueje, ze kterého se stal mingský akademický styl, označovaný též za školu Če, podle Taj Ťinova rodiště, Če-ťinagu. Tvořil v žánru figurální malby, květin a ptáků, hlavně se však věnoval krajinám. V krajinářství si za vzor bral Ma Jüana a Sia Kueje, tak jak jejich styl interpretovali jüanští malíři. převzal zejména kompozici, styl kaligrafie a hlavní postavu obrazů – člověka osaměle pozorujícího velkolepost obklopující ho přírody. Nechal se ovlivnit i severosungskými akademiky (např. charakteristické hory v obraze Cesta v zasněžených horách). Měl řadu žáků, jejichž prostřednictvím významně ovlivnil další vývoj mingského malířství.

## Galerie

Obrazy Taj Ťina
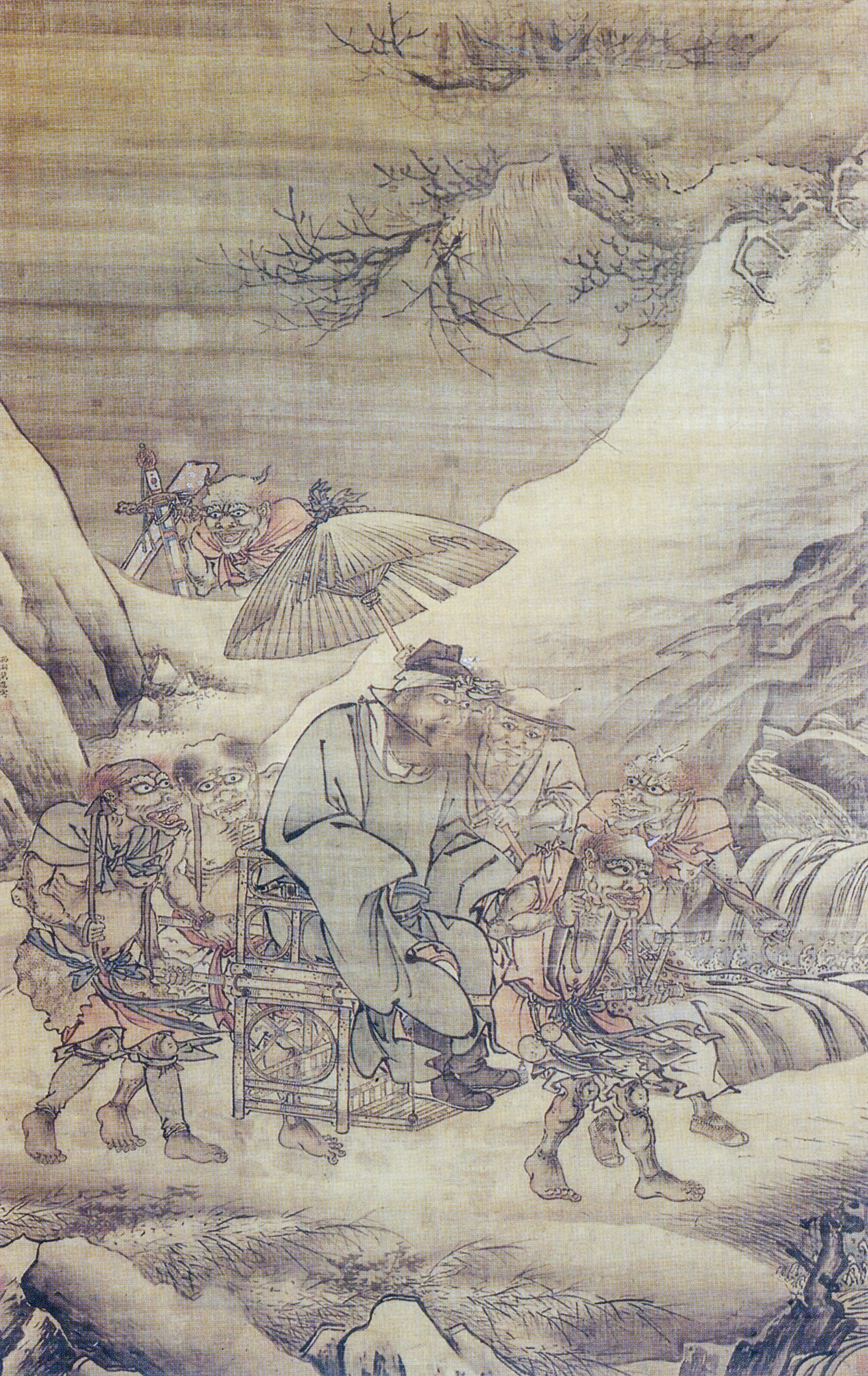
Noční cesta, Palácové muzeum, Peking
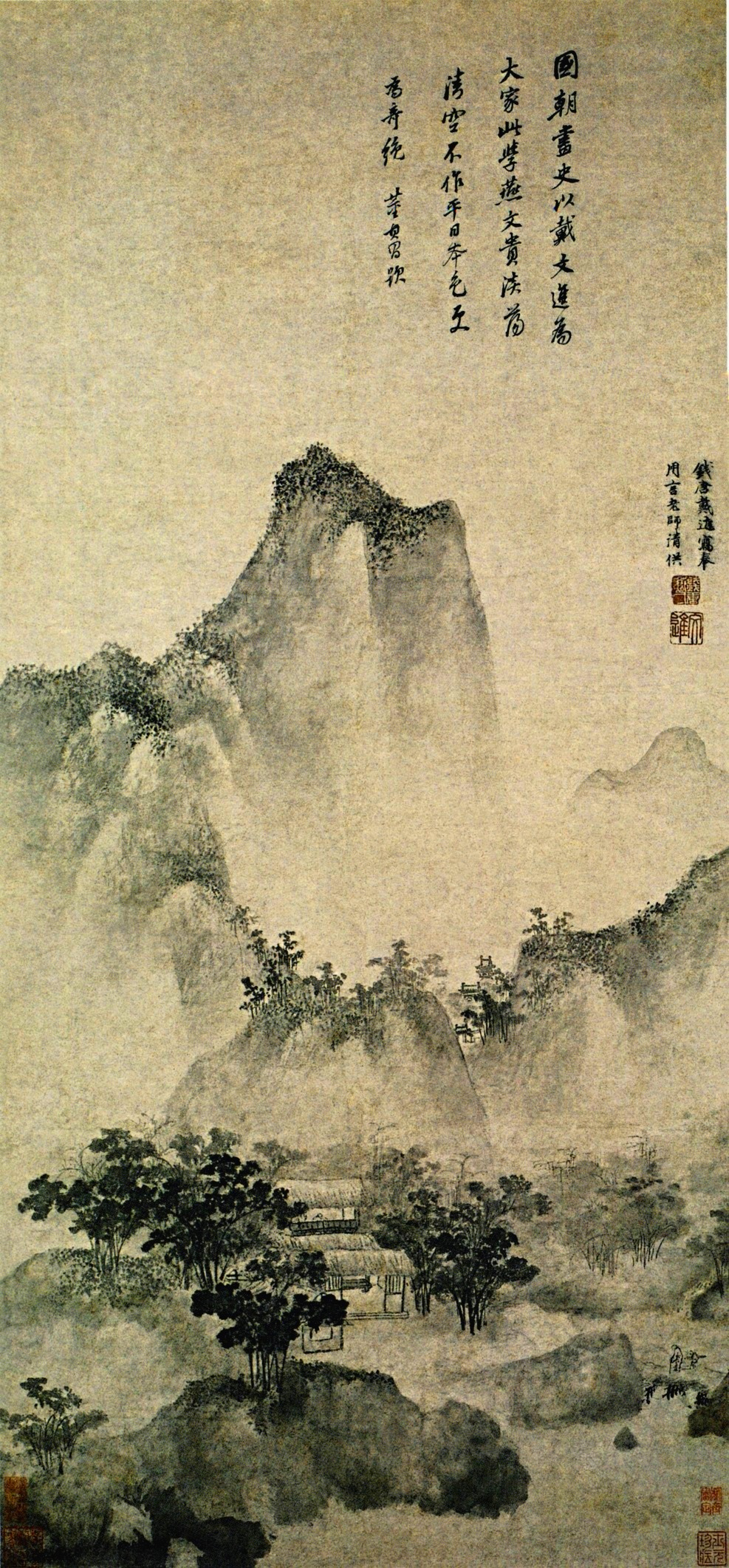
Krajina ve stylu Jen Wen-kueje, Šanghajské muzeum
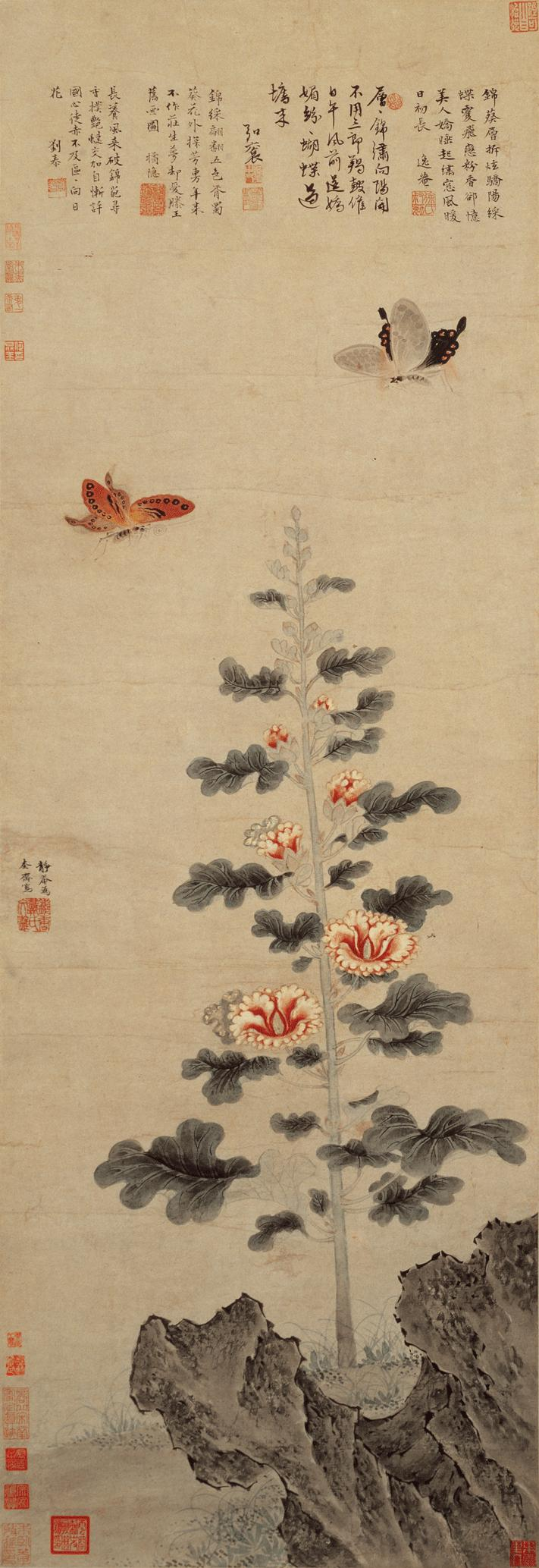
Topolovka a motýli, Palácové muzeum, Peking
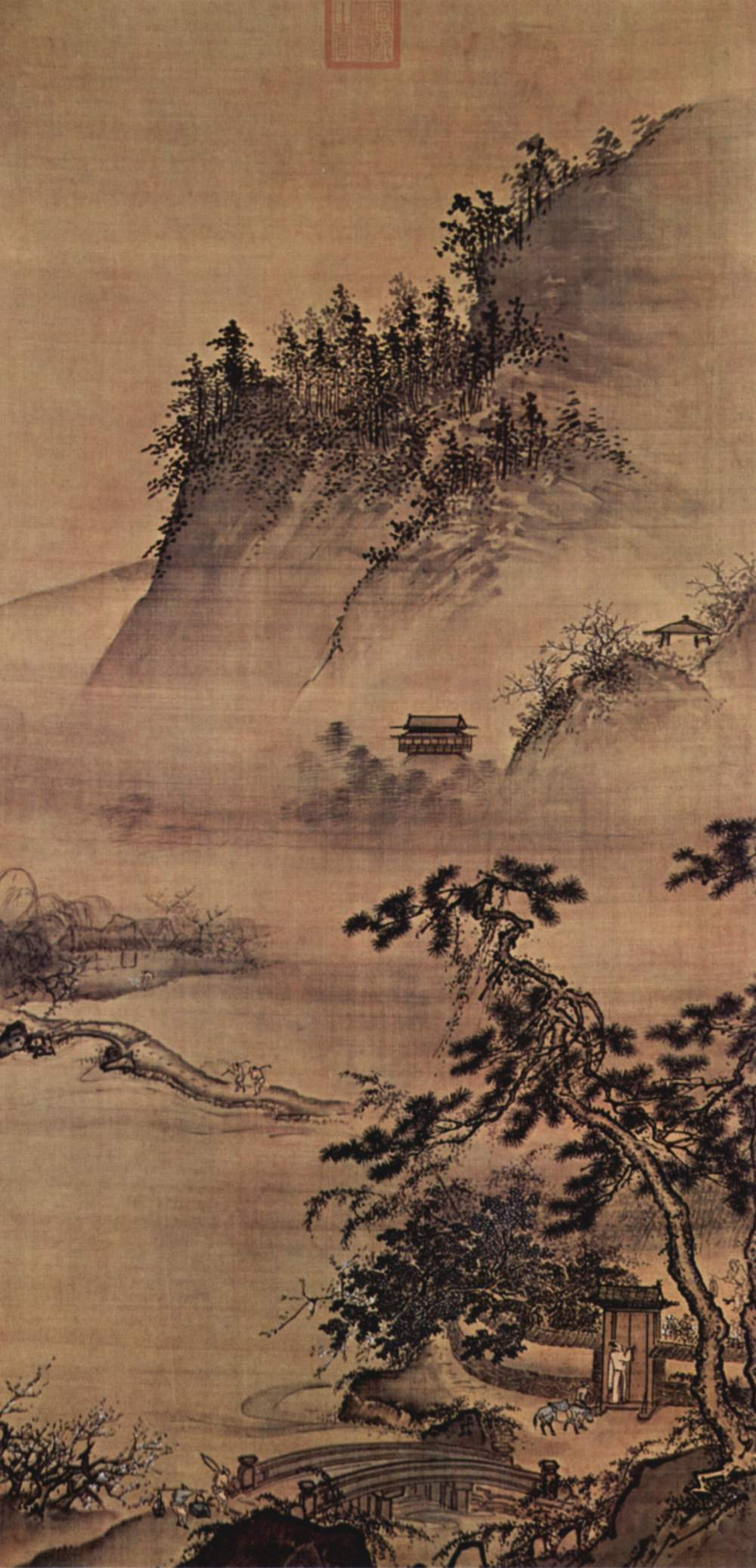
Pozdní návrat z jarního výletu, Národní palácové muzeum, Tchaj-pej
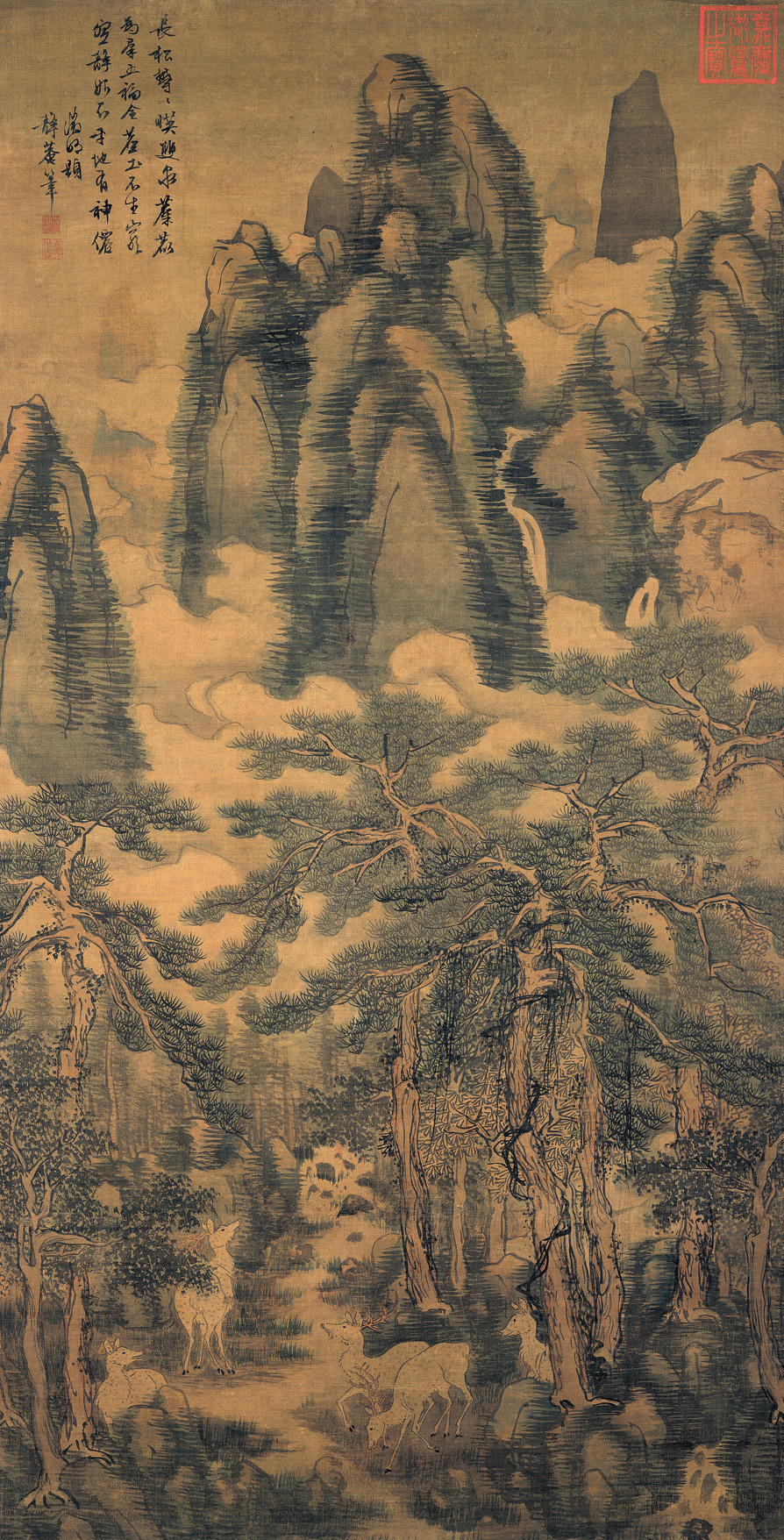
Vysoké borovice a pět jelenů, Národní palácové muzeum, Tchaj-pej
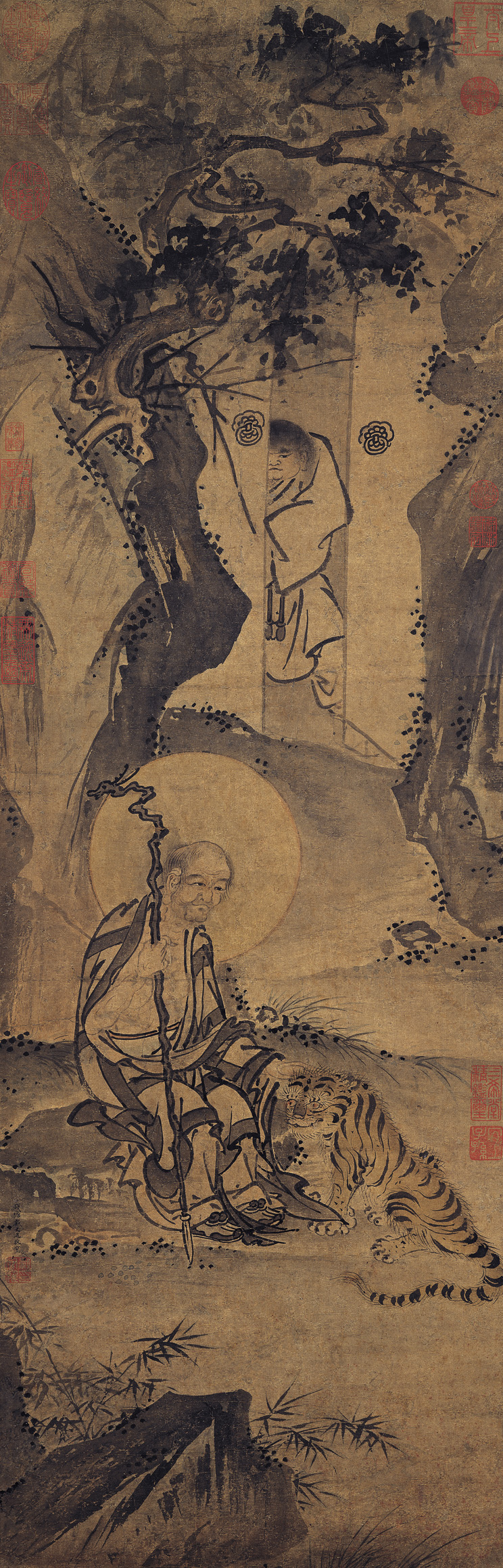
Luo-chan, Národní palácové muzeum, Tchaj-pej